# Győr–Celldömölk-vasútvonal
A Kisalföldet a Marcal folyó bal partja mentén átszelő Győr–Celldömölk vasútvonal a GYSEV 10-es számú, egyvágányú, nem villamosított vasútvonala. Villamosítása tervezés alatt. A 2019/20-as menetrendváltástól Ménfőcsanakon, Győrszemerén, Halipusztán és Gyömörén alacsony utasforgalom miatt nem állnak meg a vonatok.

## Történet
A Magyar Nyugati Vasút magánvasút-társaság által épített vasútvonal elődjét, a mai Székesfehérvár–Szombathely-vasútvonal Celldömölk és Szombathely közötti vonalszakaszával együtt 1871. október 1-jén adták át a forgalomnak. A vasúttársaság a vonalat tulajdonképpen a következő években, több részben átadott Székesfehérvár-Kiscell-Szombathely-Grác fővonalának szárnyvonalaként építette meg. A vasútvonal Győrben az Osztrák Államvasút-társaság állomásához csatlakozott.
A szárnyvonal felépítménye 32,5 kg/fm tömegű vassínekből épült. Jelentős műtárgy, egy-egy 21 m hosszú faszerkezetű híd, a Marcal folyón és annak mellékágán épült.

A vonal üzemeltetését 2025. július 1-jétől vette át a GYSEV.

## Forgalom
A vonalon ütemes menetrend szerint kétóránként közlekednek személyvonatok Celldömölk felé.
Korábban Budapest-Győr-Celldömölk-Szombathely irányú gyorsvonatok is közlekedtek a vonalon. Jelenleg csak tanítási időszakban, vasárnaponként egy irányban (Szombathelyről Budapestre) közlekedik közvetlen vonat, ami a Rába InterRégió nevet viseli.
A 2019–2020-as menetrendváltástól Győr és Balatonszentgyörgy között InterRégió vonatok is közlekednek kétóránként a személyvonatok mellett. Ez a 2020–2021-as menetrendváltástól a Helikon InterRégió nevet viseli, valamint az útvonala Kaposvárig hosszabbodott. Naponta egy InterRégió vonat, illetve pénteken és vasárnap néhány további InterRégió vonat Kaposváron át Pécsig közlekedik.

## Járművek
A személyvonatokat többnyire Bzmot motorvonatok, valamint MÁV M41-es mozdonyok által vontatott vonatok továbbítják.
2019 nyarától a személyvonatokon két darab felújított, a GYSEV-től bérelt Jenbacher motorvonat is közlekedik. Ezek a motorvonatok a 2023. december 10-ei menetrendváltástól már nem vesznek részt a forgalomban.
A Helikon InterRégió vonatokon Siemens Desiro motorvonatok közlekednek.

## Járatok
A lista a 2024-25-ös, téli menetrend adatait tartalmazza. A páros vonatszámú járatok Celldömölk felé, a páratlan vonatszámú járatok Győr felé közlekednek. 
| Vonat          | Útvonal                                                                     |
| személyvonatok | személyvonatok                                                              |
| -------------- | --------------------------------------------------------------------------- |
| személy        | Győr – Pápa – Celldömölk                                                    |
| személy        | Pápa – Celldömölk                                                           |
| IR Helikon     | Győr – Pápa – Celldömölk – Tapolca – Keszthely – Fonyód – Kaposvár (– Pécs) |
| IR Rába        | Szombathely → Celldömölk → Pápa → Győr → Budapest-Keleti                    |
|                |                                                                             |

## Galéria

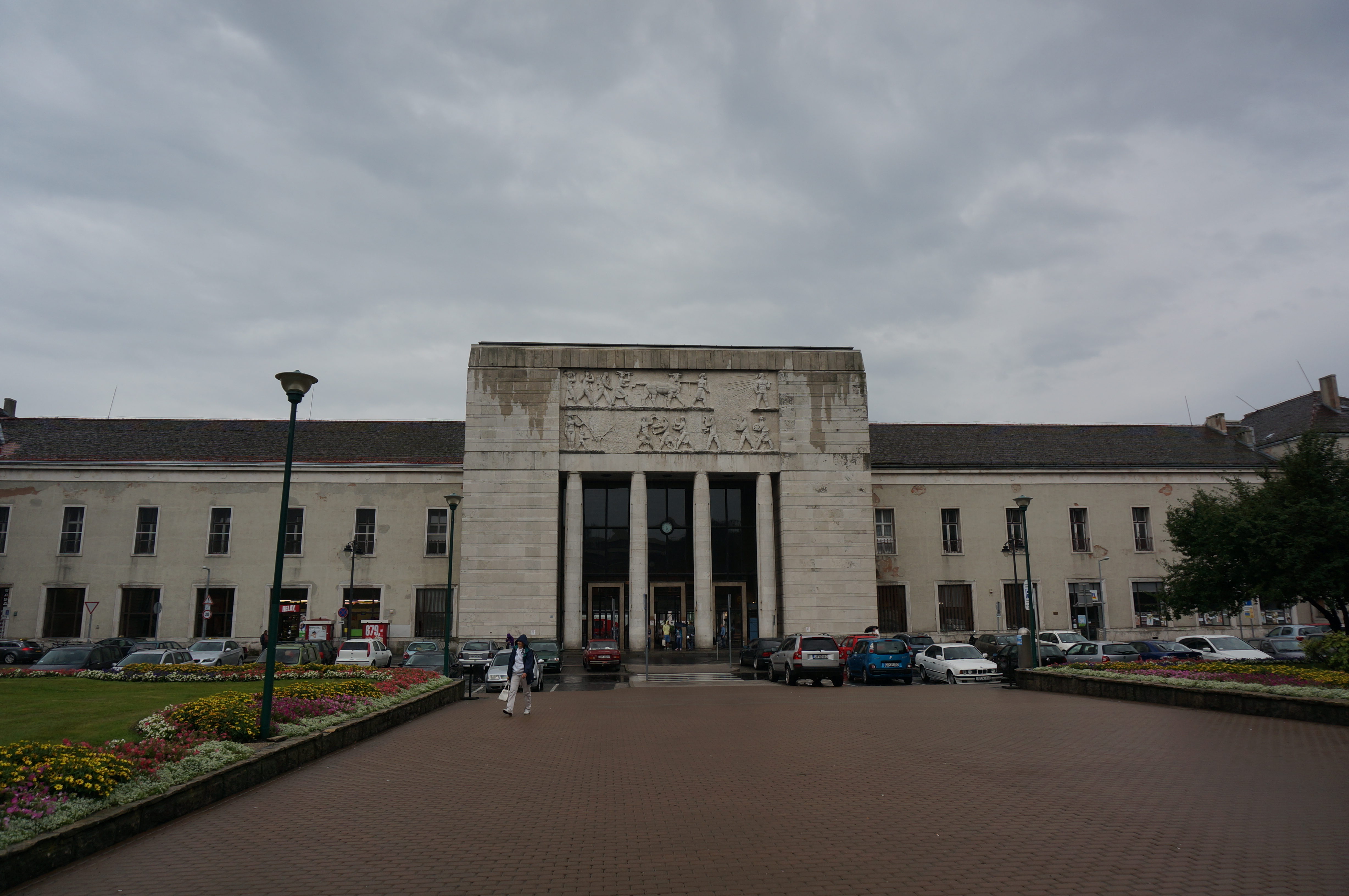
Győr vasútállomás
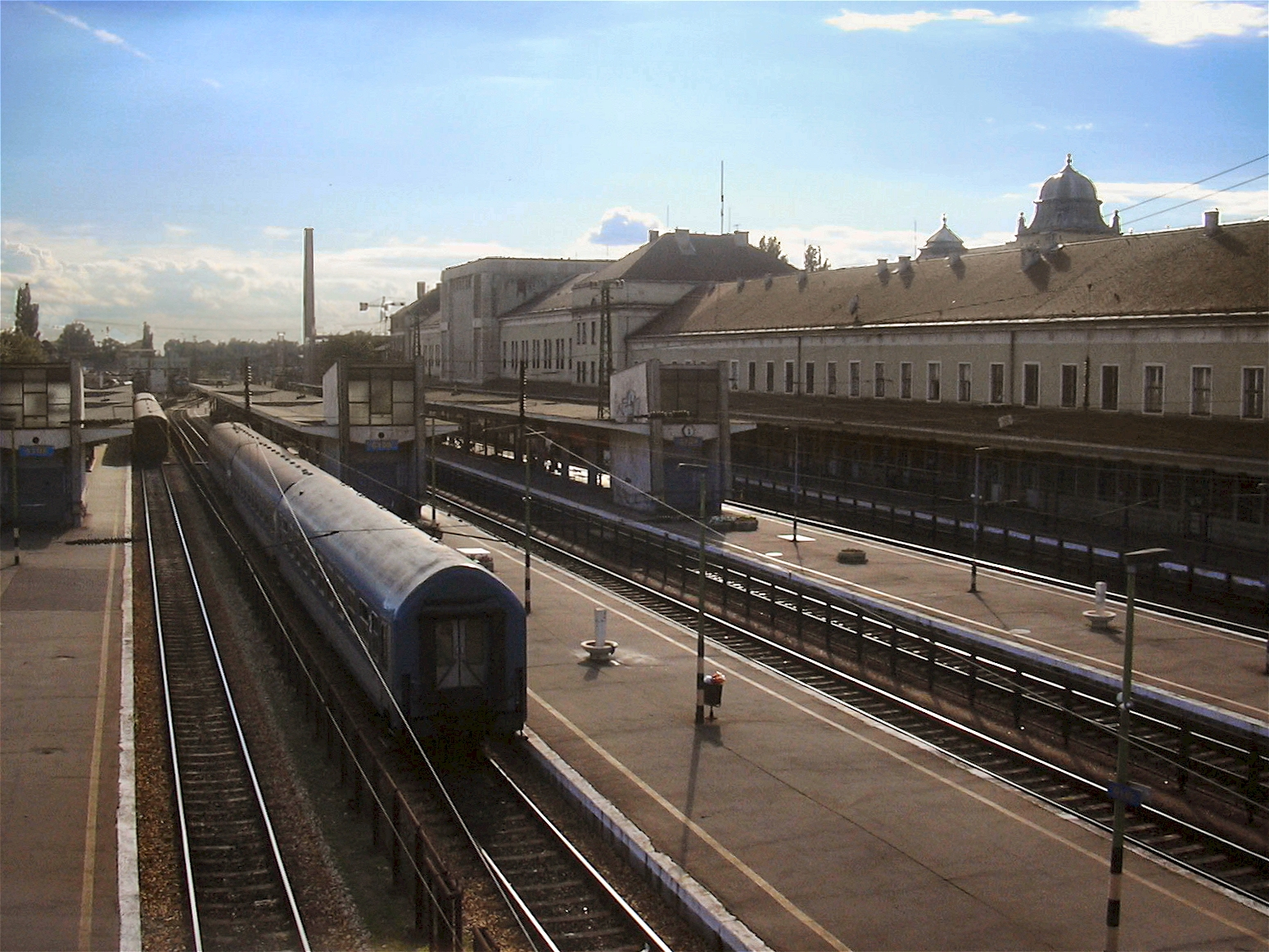
Győr vasútállomása a Baross Gábor hídról nézve
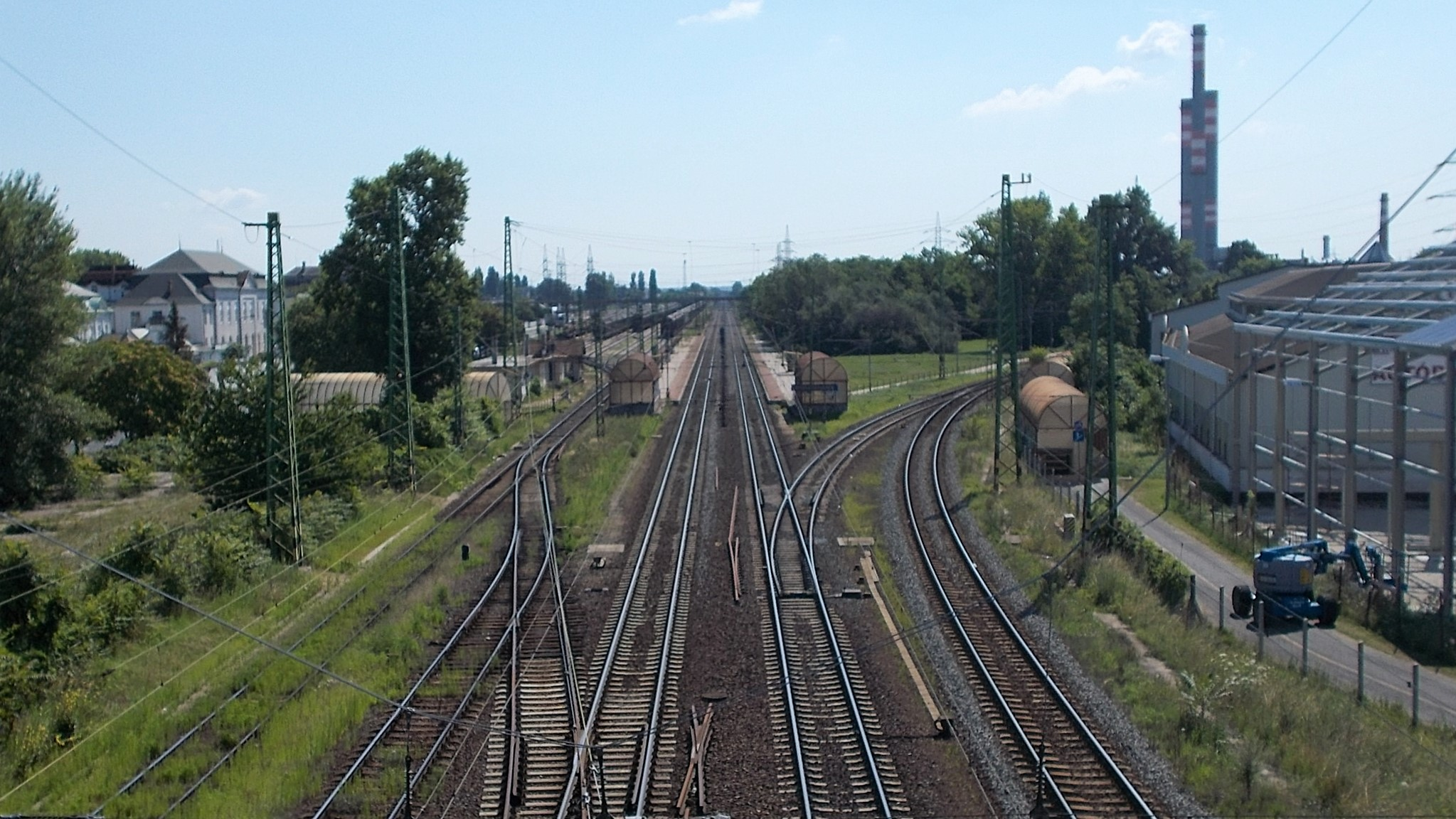
Győr-Gyárváros
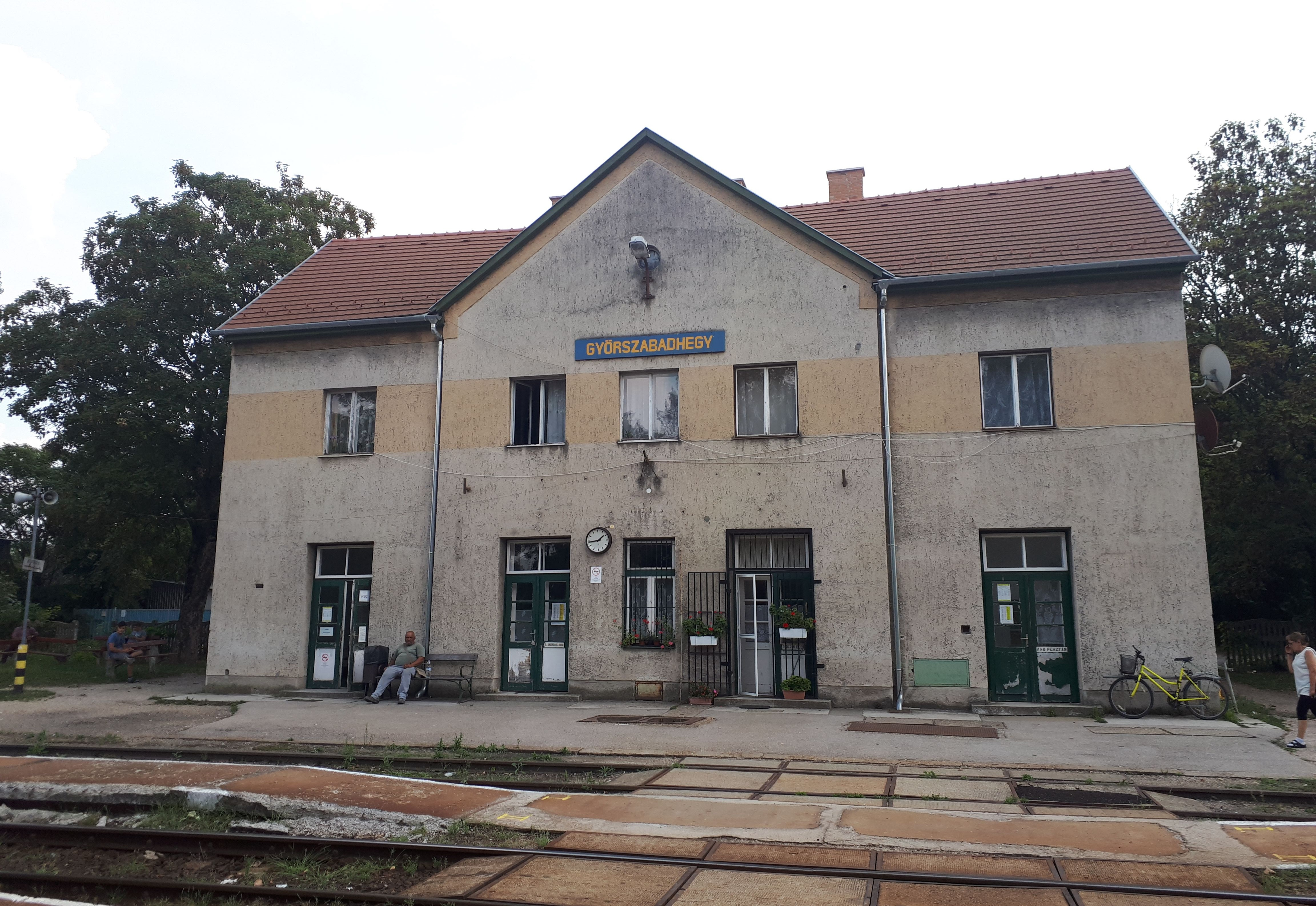
Győrszabadhegy
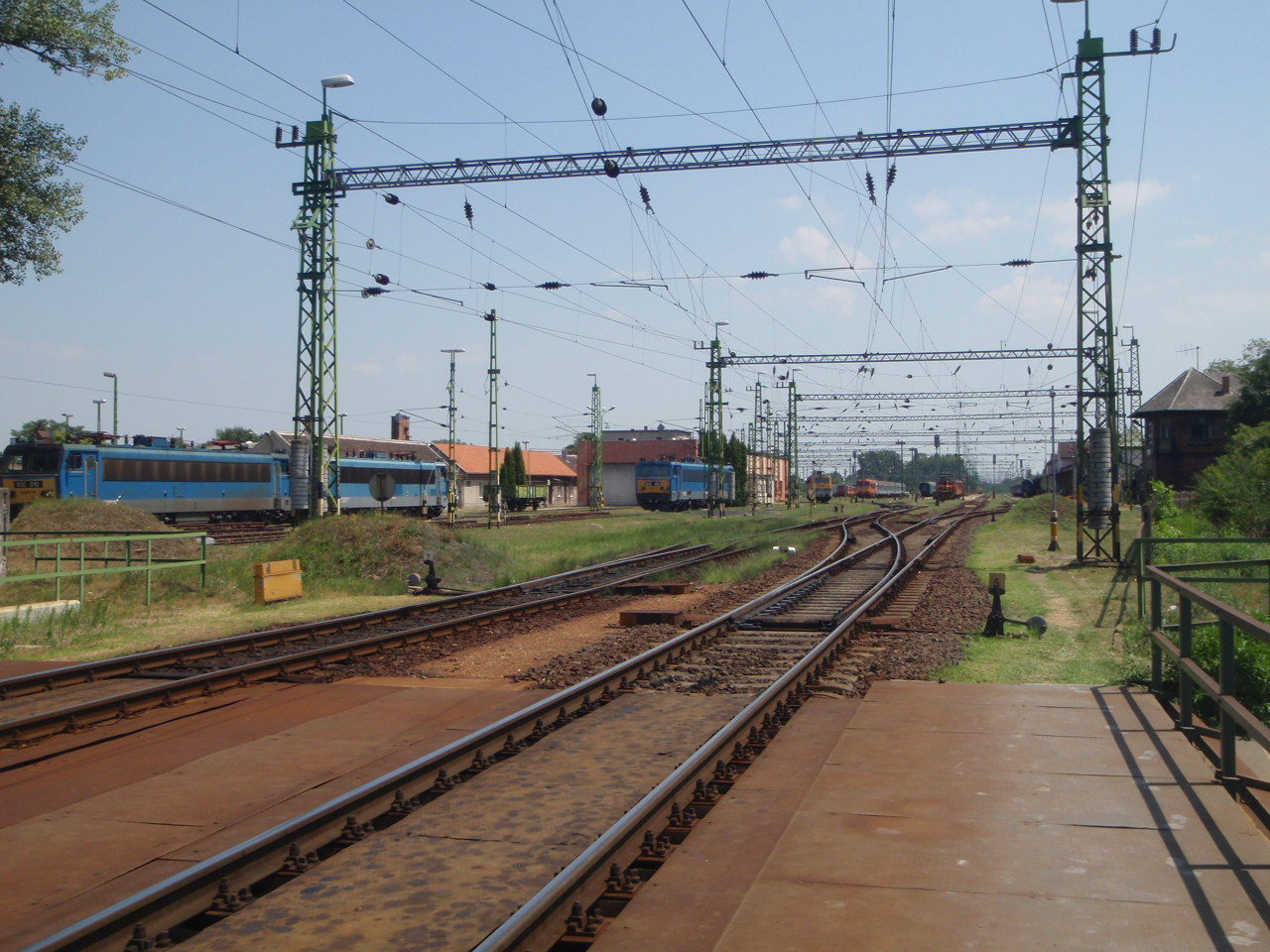
Celldömölk